# Каменець (притока Теплої, Хмельова)
Каменец (словац. Kamenec) — річка в Словаччині, ліва  притока Топлі, протікає в окрузі Бардіїв.
Довжина — 21 км. Впадає Росуцька вода.
Витік знаходиться в масиві Низькі Бескиди — на висоті 685 метрів.
Впадає у Топлю біля міста Бардіїв на висоті 253 метри.